# Zollikon
Zollikon är en ort och kommun i distriktet Meilen på östra sidan Zürichsjön i kantonen Zürich, Schweiz. Kommunen har 13 570 invånare (2023).
I kommunen finns även orten Zollikerberg.
Zollikon ligger på det som kallas Zürichs guldkust och räknas som det mest exklusiva tätortsområdet i Schweiz med kvadratmeterpriser på uppemot 30 000 Franc.